# Franco Rossi (paralimpico)
Franco Rossi (Narni, 18 maggio 1934 – 2001) è stato un nuotatore, schermidore e tennistavolista italiano.
Prese parte a quattro edizioni dei giochi paralimpici estivi (Roma 1960, Tokyo 1964, Tel Aviv 1968 e Heidelberg 1972), salendo tredici volte sul podio.

## Biografia
Originario di Narni, a seguito di un incidente sul lavoro riportò una lesione spinale che gli fece perdere l'uso delle gambe, costringendolo sulla sedia a rotelle. Durante la riabilitazione post-ricovero presso il Centro per paraplegici di Ostia dell'INAIL, scoprì la passione per lo sport e iniziò a gareggiare in molte discipline.
Nel 1960 Rossi venne selezionato nel gruppo di 65 atleti italiani che parteciparono alle Paralimpiadi estive di Roma, dove vinse le prime cinque medaglie. Fu portabandiera della rappresentativa italiana nella cerimonia di chiusura, venendo premiato da Carla Gronchi.
Nel 1964 partecipò ai II Giochi paralimpici estivi di Tokyo, vincendo tre medaglie. Nel 1968 partecipò ai III Giochi paralimpici estivi di Tel Aviv, vincendo due medaglie. Nel 1972 partecipò ai IV Giochi paralimpici estivi di Heidelberg , vincendo altre tre medaglie.
Il 2 giugno 1988 venne insignito dal presidente della repubblica Francesco Cossiga con l'onorificenza di Cavaliere della Repubblica per meriti sportivi.

## Palmares
| Medaglia | Evento          | Disciplina   | Evento                                                                                                |
| -------- | --------------- | ------------ | --- |
| Oro      | Roma 1960       | Nuoto        | 50 m rana maschili - classe 5 completa                                                                |
| Oro      | Roma 1960       | Tennistavolo | Doppio maschile - classe C (con Aroldo Ruschioni)                                                     |
| Oro      | Tokyo 1964      | Scherma      | Spada a squadre maschile (con Roberto Marson e Renzo Rogo)                                            |
| Oro      | Tel Aviv 1968   | Scherma      | Fioretto a squadre maschile (con Giovanni Ferraris, Vittorio Loi, Roberto Marson e Germano Zanarotto) |
| Oro      | Heidelberg 1972 | Scherma      | Spada a squadre maschile (con Germano Zanarotto e Roberto Marson)                                     |
| Oro      | Heidelberg 1972 | Scherma      | Fioretto a squadre maschile (con Germano Zanarotto, Vittorio Loi e Giuliano Koten)                    |
| Argento  | Roma 1960       | Scherma      | Sciabola individuale maschile                                                                         |
| Argento  | Tel Aviv 1968   | Scherma      | Spada a squadre maschile (con Roberto Marson e Vittorio Loi)                                          |
| Argento  | Heidelberg 1972 | Scherma      | Fioretto individuale maschile                                                                         |
| Bronzo   | Roma 1960       | Nuoto        | 50 m stile libero maschili - classe 5 completa                                                        |
| Bronzo   | Roma 1960       | Scherma      | Sciabola a squadre maschile (con Giovanni Berghella)                                                  |
| Bronzo   | Tokyo 1964      | Scherma      | Sciabola a squadre maschile (con Renzo Rogo e Roberto Marson)                                         |
| Bronzo   | Tokyo 1964      | Nuoto        | 50 m stile libero maschili - prono cauda equina                                                       |